# 波多野元正
波多野 元正（はだの もとまさ、1892年〈明治25年〉3月2日 - 1962年〈昭和37年〉12月20日）は、昭和時代の政治家。神奈川県愛甲郡厚木町長、厚木市長。

## 経歴
神奈川県高座郡海老名村中新田（現海老名市中新田）の農業・波多野鉄五郎の三男に生まれる。4歳の時、同村の波多野伝之助の嗣子となる。農業に従事し、青年期は素人相撲として地方の奉納相撲に出場した。関東大震災後の1923年（大正12年）より厚木町本町で食肉販売業を営んだ。1942年（昭和17年）厚木町会議員、1944年（昭和19年）厚木食品市場取締役社長を経て、1946年（昭和21年）厚木町長に就任。1947年（昭和22年）9月、厚木商工会議所を設立し、初代会頭に就任した。1951年（昭和26年）4月、神奈川県議会議員に当選。 1953年（昭和28年）3月、厚木信用組合理事長となった。
1955年（昭和30年）2月、厚木市が誕生すると初代市長に就任。厚木町長・市長在任中は戦後の混乱期における農業を始めとした産業振興、観光資源の開発などに尽力した。1947年（昭和22年）には学制改革に伴い市内に中学校8校を開設、1951年（昭和26年）には県立厚木病院を誘致し、市長就任後は中郡相川村、依知村、荻野村を合併し市域を拡大した。さらに県営水道の厚木町への給水や公共職業安定所や中央公民館の開設、総合グラウンドや公園の造成などを行った。1959年（昭和34年）2月まで市長を1期務めた。墓所は海老名市の海源寺。